# Annot (fromage)
Le fromage ou tomme d’Annot est fabriqué dans les Alpes-de-Haute-Provence (principalement dans les alpages de la moyenne montagne de la vallée du Var), à partir de lait de brebis ou de chèvre.

## Présentation
Il contient 45 % de matière grasse. Fromage rond de 16 à 22 cm de diamètre, pour un poids de 0,6 à 1,2 kg.

## Accord mets/vin
À accompagner d'un vin rouge ou blanc sec, fruité ou non, ou d'un rosé de Provence.

## Commercialisation
Saison favorable : été